# Mystaria savannensis
Mystaria savannensis Lewis & Dippenaar-Schoeman, 2014 è un ragno appartenente alla famiglia Thomisidae.

## Etimologia
Il nome proprio della specie deriva dalla savana, l'habitat dove sono stati rinvenuti gli esemplari, e dal suffisso -ensis che indica l'appartenenza a questo tipo di habitat essenzialmente africano

## Caratteristiche
Negli esemplari femminili rinvenuti la lunghezza totale è di 3,15-5,08 mm; la lunghezza del cefalotorace è di 1,20-1,65 mm e la sua larghezza è di 1,20-1,53 mm
Negli esemplari maschili rinvenuti la lunghezza totale è di 2,50-3,27 mm; la lunghezza del cefalotorace è di 1,06-1,32 mm e la sua larghezza è di 0,98-1,34 mm

## Distribuzione
La specie è stata reperita in Botswana, Sudafrica, Zambia e Zimbabwe

## Tassonomia
Al 2014 non sono note sottospecie e dal 2014 non sono stati esaminati nuovi esemplari.